# Alberto Terrile
Alberto Terrile (Genova, 11 marzo 1961) è un fotografo italiano.
Noto in Italia, Francia e Stati Uniti soprattutto per il suo work-in-progress fotografico sugli angeli, è anche attivo nei campi dell'editoria, del teatro, della musica e della pubblicità. Specializzato nel ritratto in bianco e nero, ha vinto svariati premi, in particolare per i ritratti in-action di Corrado Rustici, Dee Dee Bridgewater e Ute Lemper. Ha esposto le sue opere a Milano, Roma, Berlino, Parigi, Avignone, Chicago, Montréal e Toronto.

## Biografia
Nato a Genova l'11 marzo 1961 da famiglia medio-borghese, sin da piccolo Terrile mostra grande interesse per le arti visive. Trascorre l'adolescenza fra la sua città natale e Iola di Montese, un piccolo paese dell'Appennino Tosco-Emiliano dove la sua famiglia ha una casa di campagna. La grossa differenza culturale e umana fra i due luoghi è alla base del suo sviluppo umano e artistico; probabilmente in questi anni Terrile matura il suo amore per la natura selvaggia e incontaminata, in particolare boschi e montagne, e per la solitudine - attitudine che si rinnova all'interno di tutto il suo percorso di fotografo creativo.

### Anni della formazione

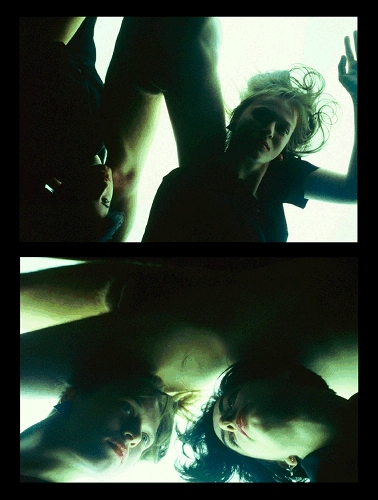
Fluttuare, parte II, 1979.

A 14 anni Terrile entra al liceo artistico Nicolò Barabino di Genova. La sua naturale predisposizione verso la pittura e le arti in generale però non è ancora evidente, al punto che durante il primo anno gli viene suggerito di lasciar perdere le arti e "trovarsi invece un buon lavoro". Nonostante ciò, dopo il liceo Terrile entra all'Accademia Ligustica di Belle Arti di Genova con l'appoggio dei suoi genitori; qui persegue ulteriormente i suoi interessi in musica e arti visive.

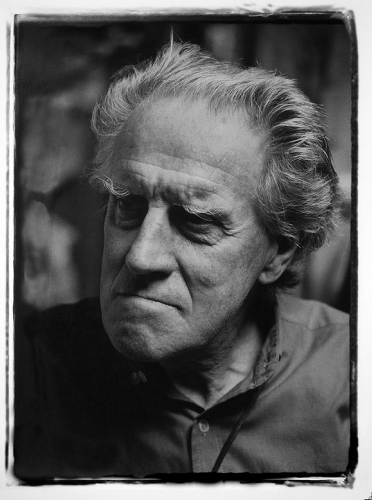
Ritratto dello scultore Lorenzo Garaventa, 1985.

All'Accademia è normale per Terrile fare i primi esperimenti fotografici con i suoi compagni di corso come modelli. La generale atmosfera di ribellione (siamo negli anni che vedono la nascita dei fenomeni punk e new wave e Genova in tal senso è un terreno fertile) e il desiderio di sperimentare lo conducono a realizzare, fra le altre cose, una serie di ritratti a colori su pellicola invertibile in cui i modelli sono fotografati in low key, quasi monocromatici, con l'eccezione di labbra rosse e sature e profondi occhi blu. Corpi e volti sono ammassati nella singola inquadratura come se galleggiassero in un acquario. La serie Fluttuare è un ottimo esempio di questo suo stile iniziale nel quale comincia l'investigazione sulla forza di gravità. Il work-in-progress "Nel segno dell'Angelo" sarà poi l'espressione più alta di questo interesse da parte dell'artista.
In questi anni la sua attività è estremamente eterogenea, passando dalla pittura analitica (una branca dell'astrattismo) alla musica pop e alla fotografia a colori. Di particolare valore sono le Calligrafie, le Tracce e i Segni, tre serie di ritratti realizzati fra il 1977 e il 1979 su grandi superfici verticali, rotoli di nastro, in video o su altri materiali. Queste opere, raccolte sotto il nome Quelle improbabili immagini vengono esposte a Genova, Grosseto, Cosenza e Bari. Nel 1979-1980 Terrile realizza una partitura per sassofono contralto assieme al ricercatore e compositore contemporaneo Luca Viale-Barbieri, dal titolo Cromofonie. L'opera verrà eseguita a Genova, Milano e Certaldo, nei pressi di Firenze.

### L'apprendistato a Milano

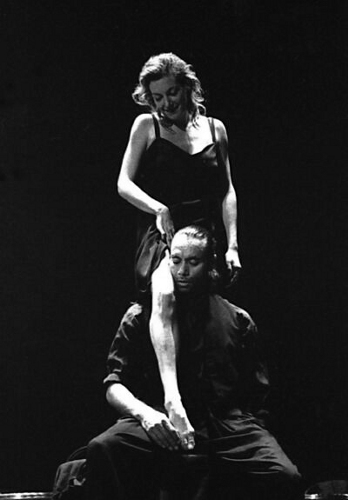
Performance di Ute Lemper durante la tournée Illusion tour, 1992.

Dopo avere completato l'Accademia con successo, nel 1984 Terrile ha già un suo stile fotografico ed inizia un apprendistato a Milano come terzo assistente di Paolo Gandola, giovane ma già molto noto fotografo di moda. Durante gli anni ottanta Milano sviluppa il suo carattere di capitale finanziaria e della moda d'Italia, esprimendo un mondo in cui il denaro è il principale veicolo di scambio nelle relazioni interpersonali, mentre la corruzione si diffonde a tutti i livelli dell'amministrazione pubblica. Non a caso in questi anni Silvio Berlusconi inizia la sua ascesa come imprenditore edile e della televisione. Milano come centro del rampante capitalismo italiano è rappresentata bene dallo slogan Milano da bere inventato per un celebre spot pubblicitario dell'Amaro Ramazzotti.
Gli anni di Terrile a Milano non sono affatto facili: la sua attitudine semplice, quasi naïf verso la vita e le persone, unita al suo disprezzo del denaro come valore fondante, non hanno praticamente nulla a che fare con la Milano da bere. Dopo pochi anni sceglie di ritornare a Genova. Porta con sé l'insegnamento tecnico di Gandola e un'idiosincrasia nei confronti della fotografia di moda e di tutto ciò che ruota attorno ad essa. In un'intervista concessa poco dopo il suo ritorno, Terrile afferma, non senza un certo orgoglio, "trovo inammissibile che nel campo delle foto di moda solo quattro o cinque grandi siano in grado di offrire senza condizionamenti la propria visione delle cose. [...] Basta, insomma, con queste facce americane! [...] La bellezza si trova anche sul 44 barrato, non c'è bisogno di andarla a cercare a Los Angeles e a Londra."
Nella stessa intervista Terrile dichiara il proprio amore per il cinema, che imprimerà un forte segno formale e stilistico sul suo lavoro. Anche se ha solo 25 anni, la sua visione artistica è chiara: "il cinema per me è Truffaut, Arthur Penn, Altman, Wenders [...] La casualità è una componente relativamente importante nei miei lavori, ma è sempre strettamente controllata. [...] Il fotografo è sempre un po' artista e un po' artigiano." L'ultima dichiarazione contiene la precisa volontà di superare il problema che ogni artista deve affrontare all'inizio della sua attività, e cioè che l'arte non paga. In effetti dal 1985 in poi Terrile vivrà unicamente del suo mestiere di fotografo professionista.

### Maturità artistica

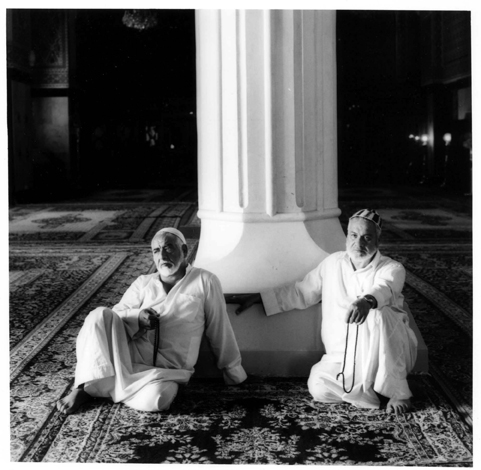
In moschea, Baghdad 1993.

Il ritorno di Terrile a Genova segna l'inizio di un'attività fotografica a tutto tondo. In questi anni egli è a contatto col vibrante underground artistico di Genova; frequenta artisti di ogni genere, anche al di fuori dell'ambito accademico; e in particolare, diviene molto amico dello scultore Lorenzo Garaventa. Nello studio di Garaventa Terrile ha l'occasione di fare parecchi ritratti dell'artista, realizzando una delle più significative fotografie del suo periodo giovanile (1985). Di grande rilievo in questo lavoro, l'impiego della luce naturale (che in questo caso cade dall'alto attraverso un lucernario) e l'uso violento, quasi espressionista del contrasto, ottenuto durante la stampa fotografica a mano. (L'attenzione maniacale alla fase di stampa è uno dei tratti essenziali del lavoro di Terrile, che ha più volte riconosciuto per questo il debito verso il suo maestro di stampa, l'artista Stefano Grondona.)

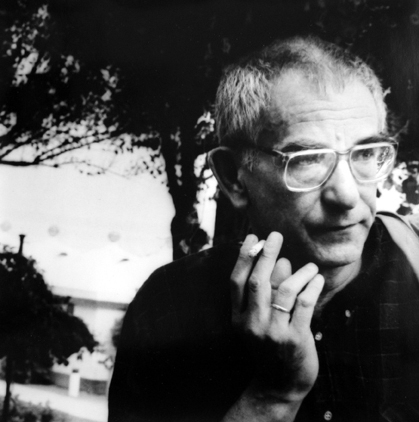
Ritratto del regista Krzysztof Kieślowski alla Mostra del Cinema di Venezia, 1994.

La sua attività commerciale è inizialmente molto legata alla musica e alle performance dei musicisti, sia in studio che live. Collabora tra gli altri con Pierangelo Bertoli, René Aubry, Louis Winsberg, Marc Berthoumieux e Bob Wilber. Si specializza nelle copertine di libri e album musicali, costruendo fattive collaborazioni con le maggiori Case editrici italiane come Einaudi, Zanichelli, Mondadori e Costa&Nolan.
Suoi lavori da fotografo freelance appaiono su Le Monde, Diario della settimana, Glamour, Frigidaire, World Music; la performance live, in tutti i campi artistici e sempre in luce ambiente, diviene uno dei suoi temi preferiti e lo porta a fotografare, fra gli altri, Corrado Rustici e Dee Dee Bridgewater. Il suo ritratto in-action più noto di questo periodo è forse quello di Ute Lemper realizzato durante la tournée Illusion tour del 1992, con le coreografie di Larrio Ekson.
Nel 1993 è a Baghdad per documentare la condizione del popolo iracheno stremato dall'embargo, due anni dopo la prima Guerra del Golfo.
Questo è forse il periodo in cui il suo stile giunge a maturazione, a tal punto che riceve il premio Miglior Ritratto dell'Anno dalla rivista Progresso fotografico nel 1989 e il Kodak European Gold Award nel 1994 e 1995. Negli stessi anni è fotografo ufficiale della Mostra del Cinema di Venezia dove può fotografare alcuni dei suoi attori e registi preferiti; fra questi Krzysztof Kieślowski, Chazz Palminteri e Robert Altman. Una mostra completa di questi ritratti avrà luogo a Milano nel 2000, idealmente riconciliando l'artista con la città.
Nel 2001, fotografa il tastierista dei The Doors Ray Manzarek.

### Lavori sperimentali e insegnamento

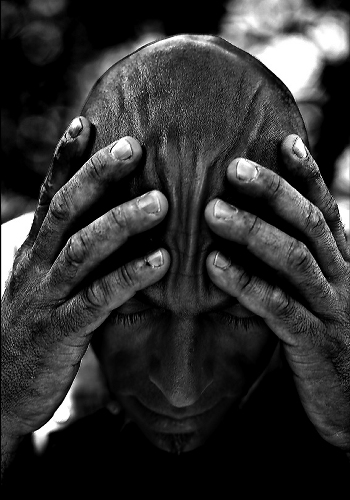
Ritratto di Pasquale Montemurro dalla serie Dalla miniera, 2010.

Forse reminiscente dei suoi primi anni in accademia, Terrile continua a sperimentare con tecniche e materiali diversi. Un esempio notevole di ciò è rappresentato dalla stampa di una delle sue fotografie su marmo alleggerito di Carrara. Secondo lo stesso autore, il negativo è stato dapprima stampato su carta AGFA Record Rapid, al tempo già fuori produzione, poi acquisito digitalmente e stampato a plotter su lastra di marmo usando una macchina Durst Rho 205. "Dopo due provini su marmo" dice Terrile "ho alzato le alte luci affinché potessero trasparire le venature del marmo, che danno alla veste bianca del soggetto un volume inedito, attestando ancor più l'effetto scultoreo della mia immagine." Il risultato finale fu esposto in una mostra di sculture in marmo tenutasi a Carrara nel 2004.
Soggetti inusuali, un uso surreale della post-produzione in stampa (anche digitale) e location fuori dall'ordinario caratterizzano alcune delle sue produzioni più tarde. Fra i lavori più interessanti, un'opera di interazione con soggetti disabili nella quale Terrile tenta di trascrivere il loro mondo interiore ispirandosi a Le avventure di Alice nel Paese delle Meraviglie, e una serie di ritratti digitali iperrealistici intitolata Dalla miniera. Una delle foto di questa serie ritrae Pasquale Montemurro, ex allievo e poi assistente di Terrile, mentre si regge la testa fra le mani in un gesto di rassegnazione drammaticamente sottolineato dal violento contrasto sullo scalpo del soggetto. La foto sembra presagire l'imminente morte di Montemurro, avvenuta in effetti pochi mesi dopo lo scatto.
Nell'ultimo decennio Terrile ha sviluppato un interesse per l'architettura industriale, i non-luoghi e gli edifici abbandonati. Genova è la location perfetta per questo tipo di fotografia, vista la traumatica riconversione che ha subito negli ultimi vent'anni da città industriale e dell'acciaio al terziario e al turismo. L'acciaieria di Cornigliano, recentemente spenta e poi demolita, e il palazzo Hennebique, un tempo silos del grano e ora rifugio di tossicomani, irregolari e senzatetto, sono esempi di questa tendenza. In ambienti come questi Terrile e i suoi allievi operano una de-contestualizzazione, solitamente mettendo in scena personaggi grotteschi, creando una semantica alienante.
Terrile è anche attivo nella didattica e nella diffusione del concetto di fotografia. A partire dal 2000 tiene corsi di fotografia di base e avanzati, utilizzando solitamente gli allievi come assistenti nella propria attività professionale, e di fatto costituendo una piccola comunità di fotografi molto attiva a Genova. Nel 2007 fonda l'associazione culturale Percorsi magici dedita a promuovere la fotografia ad ampio spettro attraverso mostre, lezioni pubbliche, conferenze e workshop. Lo stile didattico di Terrile è notoriamente molto informale e orientato alla pratica.

### Nel segno dell'angelo

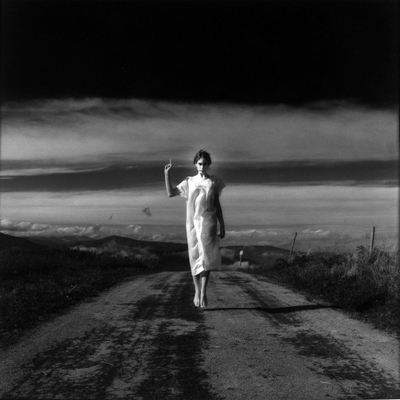
Angelo nr. 30 Francesca S., 1994.

Terrile sostiene di essere affascinato sin dall'infanzia da tutto ciò che non è propriamente visibile, un atteggiamento apparentemente sorprendente per un fotografo. Questo è presumibilmente il motore principale del suo stile cupo e ad alto contrasto in bianco e nero, prevalentemente realizzato su pellicola e in medio formato (per esempio su pellicola 6x6 usando macchine Hasselblad). È durante un periodo particolarmente difficile passato a Parigi nel 1993, più precisamente in un bar dove sta bevendo, che Terrile comprende appieno l'importanza del tempo nella fotografia. La scelta di un tempo rapido (1/500 di secondo) gli permette di realizzare un apparente paradosso logico, quello di fissare su emulsione ciò che non può essere visto, un istante che l'occhio umano non può cogliere. Questa è la base teorica del suo work-in-progress Sotto il segno dell'angelo, una serie di ritratti in bianco e nero molto stilizzati, in cui i modelli, saltando in aria, colti nella loro massima elevazione appaiono sospesi.

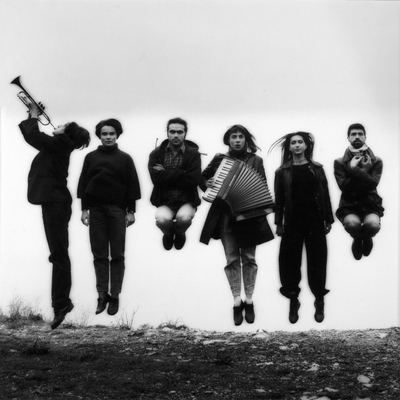
Angelo nr. 40 Arbalete, 1996.

Gli angeli di Terrile sono uomini e donne comuni, da soli, a coppie o in gruppi; avvolti da un cielo scuro e minaccioso oppure collocati in un contesto bucolico; il contrasto viene di solito aumentato in stampa per evocare una sorta di aura attorno ad essi. L'atto del salto è colto con precisione nell'istante in cui la velocità verticale è nulla, dando allo spettatore l'illusione di una posa impossibile. (In effetti a prima vista gli angeli di terrile sembrano fotomontaggi di pregevole fattura!) Gli angeli di Terrile sono sintonici con l'immaginario di Wim Wenders, in particolare ne Il cielo sopra Berlino (1987), film che a sua volta trae ispirazione dalla poesia di Rainer Maria Rilke e che è realizzato in collaborazione con Peter Handke.
Nel segno dell'angelo dura da più di trent'anni - la serie Fluttuare ne può essere considerata il prototipo - ed è tuttora work-in-progress: mediamente Terrile scatta un nuovo angelo ogni anno. Tracce interpretative e recensioni critiche di questo lavoro si trovano ormai nelle più note riviste di fotografia artistica mondiali (cfr. la sezione sulla critica); la serie è apparsa, in parte o completa, in esposizioni a Berlino, Avignone, Genova e Milano.

## Premi e riconoscimenti
- 1989 premio Ritratto dell'anno assegnato da Progresso fotografico
- 1994 Excellence Standard Kodak European Gold Award
- 1995 Excellence Standard Kodak European Gold Award

## Pubblicazioni e mostre

### Libri
- 1998 Sous le signe de l'Ange, edizioni Petit Palais
- 2008 Poeti Immaginati edizioni La Lontra
- 2008 Nel Segno dell'Angelo 1991/2008, edizione limitata per il Festival della scienza di Genova
- 2012 Sous le signe de l'Ange, Jacques Flament Editions

### Mostre personali
- 1986 La morte piatta Psyco club, Genova
- 1989 Immagini dell'interruzione del movimento Santa Maria di Castello, Genova
- 1991 Il luogo del vero silenzio Teatro Verdi, Genova
- 1992 Figure d'artista ritratti di artisti svizzeri contemporanei tra cui Daniel Spoerri, Ben Vautier, Christian Megert nell'ambito della mostra Frammenti, interfacce, intervalli, paradigmi della frammentazione nell'arte svizzera, Museo di architettura e scultura ligure, Genova
- 1994 Rabelais le sixieme livre Centre Culturel Galliera, Genova
- 1995 Rabelais le sixieme livre Palazzo Tursi, Genova
- 1995 Rabelais le sixieme livre Stazione ferroviaria di Genova P. Principe, Genova
- 1995 Paris 1992-1994 Centre Culturel Galliera, Genova
- 1995 Angeli a cura di Robert Jarmatz e Jolanda Darbyshire, PPS Galerie, Berlino
- 1998 Sous le signe de l'ange edited by Esther Moench, Musée du Petit Palais, Avignon
- 1998 Sous le signe de l'ange Galleria Bianca Pilat, Milano
- 2000 Ritratti (Portraits) a cura di Paola Lambardi, Terrazza Silva Plando, Milano
- 2003 Ritratti/Cinema Teatro Cargo, Genova
- 2004 Cinema Feltrinelli bookshop, Genova
- 2004 Cinema (vol. 2) I tre Merli, Genova
- 2006 Cinema Centro Polivalente Sivori, Genova
- 2007 Ritratti di Alberto Terrile 93/94/97 Centro Polivalente Sivori, Genova
- 2008 Poeti Immaginati Centro Polivalente Sivori, Genova
- 2008 Nel Segno dell'Angelo nell'ambito del Festival della scienza di Genova
- 2013 Nel Segno dell'Angelo 1993/2013, nell'ambito del Festival di Fotografia Europea di Reggio Emilia
- 2016 Ma che occhi grandi che hai... (Parte I, 2012) Museo dell'Accademia Ligustica, Genova
- 2022 Le Botaniste  Ex Ospedale Psichiatrico di Quarto nell'ambito de i 100 anni di Pasolini , Genova
- 2023 Le parole che accarezzano ,Ex Ospedale Psichiatrico di Quarto nell'ambito de i 100 anni di Don Milani
- 2024 Siamo nati nudi : tutto il resto è travvestimento Penelope Please- Maggio - Nuovo Film Studio Officine Solimano  Maggio
- 2024 6 Angeli 1993-1998 per Da vicino nessuno è normale tributo a Franco Basaglia Ex Ospedale Psichiatrico di Quarto Settembre

### Mostre collettive
- 1986 Tra il dire e il fare Bagni comunali S. Nazaro, Genova
- 1994 Equinozio d'autunno a cura di Franz Paludetto, Castello di Rivara, Torino
- 1995 Il viaggio in tutti i suoi aspetti Fondazione G. Costa, Genova; riappare nel 1996 alla Galleria G. Costa, Genova
- 1995 Colore aperto Loggia della Mercanzia, Genova
- 1995 Red Ribbon Palazzo Tursi – Club amici del cinema – Le Corbusier, Genova
- 1996 Oeuvres & Lectures a cura di Gerard-Philippe Broutin & Roland Sabatier, Les Salons Art, Vidéo, Cinéma et Ecritures, Lavoir Moderne Parisien, Parigi
- 1996 Atelier d'artista Casa di Giorgione, Castelfranco Veneto
- 1996 Nel segno dell'angelo – Sign of an angel a cura di Bianca Pilat, Bianca Pilat Contemporary art L.L.C., Chicago, USA
- 1997 The angel in Contemporary Art, Design and Advertising a cura di Bianca Pilat, J.D. Carrier Art Gallery, Toronto, Canada
- 1997 Sous le signe de l'ange a cura di Bianca Pilat, La Chapelle Historique du Bon-Pasteur, Montréal, Canada
- 1997 Il punto a cura di Elio Grazioli, Galleria Continua, San Gimignano
- 1997 Oeuvres & Lectures/Salon Virtuel a cura di Gerard-Philippe Broutin & Roland Sabatier, Parigi
- 1998 Angeli su Roma Chiesa di S.Rita, Roma
- 1999 Angeli su Roma roof garden del Palazzo delle Esposizioni, Roma
- 2000 Angeli e Angeli Oratorio Madonna della Neve, Chiavari (Genova)
- 2000 mostra per la presentazione di Riga due, Marcos y Marcos, Galleria Estatic, Torino
- 2000 idem, ripresentato alla Galleria Continua di San Gimignano
- 2000 idem, apparso alla triennale di arte sacra Trascendenze e Spiritualità, a cura di Raffaella Iannella, Celano (L'Aquila)
- 2002 Fantascienza e Agrestità Il Campazzo, Modena
- 2003 Corpi Liberi Antico Palazzo della Pretura Castel Arquato, Piacenza
- 2003 Italialainen Tilanne II (Situazione italiana, 2) City gallery di Viitasaari, Finlandia
- 2003 Fantasmi Il Campazzo-Guiglia, Modena
- 2003 L'Archivolto in Mostra fotografie di scena, Galleria Il Vicolo, Genova
- 2003 Opere a 63° 05' N 25° 54' E & Opere a 44° 35' N 08° 18' E, mostra italo/finlandese, Liguria Spazio Aperto, Genova
- 2004 FHARE Il Campazzo-Guiglia, Modena
- 2004-2005 Disegnare il marmo di Carrara, Palazzo Binelli, Carrara
- 2007 Interrotti Transiti - La fotografia italiana negli anni settanta, Loggia della Mercanzia, Genova
- 2009 Lettere, Biblioteca Berio, Genova
- 2010 I grandi fotografi per i bambini Museo di S. Agostino, Genova
- 2011 La femminilità è donna Museo di S. Giulia, Brescia
- 2011 Viaggio visionario nella memoria delle Ex Officine comunali (A visionary voyage in the memories of former City Factories) Ex officine comunali, Genova
- 2012 Un'idea di teatro / Un teatro di idee a cura di Giorgio Gallione. Palazzo Ducale, Genova
- 2015 Accademia Italia Museo dell'Accademia Ligustica, Genova
- 2018 All that Jazz   PhotoFactory Art, Vico di San Matteo 10/R Genova
- 2020 Res Pubica De occulta lanugine, a cura di Ferruccio Giromini, Prisma studio, Genova
- 2021 Dromos Festival / Lucciole San Vero Milis – Museo Civico a cura di Anna Rita Punzo e Ivo Serafino Fenu
- 2022 Eros Thanatos – Ass Bianca Pilat, Milano
- 2024 Siamo nati nudi : tutto il resto è travvestimento Iin memoria di Penelope Please  Maggio Prisma Studio Genova
- Note

1. ↑  si dice che Terrile racconti questa storia all'inizio del corso base di fotografia ogni anno, ma senza mai rivelare il nome del professore coinvolto nell'episodio.
2. 1 2  Il Buongiorno, lug/ago 1983.
3. 1 2  ne Il Lavoro, 15 giugno 1986.
4. ↑  cfr. ad es. Ferruccio Giromini, La gelida sensualità di Alberto Terrile in Blue nr. 89, 1998.
5. ↑  Guido Festinese, Uno scatto da Genova a Babilonia ne Il Lavoro, 10 ottobre 1993.
6. ↑  Progresso fotografico aprile 1989.
7. ↑  Il fotografo professionista giugno 1994 e giugno 1995.
8. ↑  si veda ad es. Roberto Di Perna, Divi e divine 'scattati' da Alberto Terrile ne Il Secolo XIX, ottobre 2000.
9. ↑   Morto Ray Manzarek, tastiera e mente dei Doors, mentelocale.it, su mentelocale.it. URL consultato il 21 maggio 2013 (archiviato dall'url originale il 4 marzo 2016).
10. ↑  cfr. il catalogo della mostra Fare Arte 2004, Disegnare il marmo - drawing marble, Hopefulmonster publishers, 2005.
11. ↑  Sous le signe de l'Ange, Petit Palais Editions, Avignon 1998.
12. ↑  Interrotti transiti, a cura di Fabrizio Boggiano, Genova, 2008.